# Maison du n°11 de la rue de la Vallée à Ixelles
 (juin 2019).
La maison du no 11 de la rue de la Vallée à Ixelles, en région bruxelloise en Belgique, a été bâtie par l'architecte Ernest Delune en 1893. L'édifice de style éclectique est une maison unifamiliale. 

## Contexte
La maison présentée est située dans la commune d’Ixelles, en région bruxelloise, en Belgique. Les étangs d’Ixelles se situent dans un environnement verdoyant dans la continuité du parc de l’abbaye de La Cambre .
Les façades typiquement bruxelloises des immeubles qui bordent le parc offrent un aperçu de l’architecture du XXe siècle rendant ce lieu incontournable. 
Située sur la rive ouest des étangs, la rue de la Vallée est dominée par un style Éclectique mélangé à de l’Art nouveau. Les maisons sont alignées en retrait de 6 mètres de la rue.  Ce recul permet l’aménagement de jolis jardinets à l’avant des fronts bâtis.
La rue de la Vallée est bordée d’une rangée de maisons mitoyennes et forme un ensemble architectural remarquable par son harmonie et sa cohérence. Cette rue a été principalement dessinée et bâtie par le même architecte et entrepreneur Ernest Delune, ce qui explique cette homogénéité.
Contrairement à d’autres rues bordant les étangs, la rue de la Vallée a été conservée dans sa quasi-totalité. À quelques exceptions près, les maisons ont gardé leur authenticité et leur état original datant de la fin du XIXe, début du XXe siècle. De ce fait, la rue de la Vallée est un exemple typique d’une rue bourgeoise telle que rencontrée à Bruxelles au XIXe siècle.
Le nom de la rue fait référence à la vallée du Maelbeek dans laquelle fut aménagé le quartier des étangs d’Ixelles.

## Architecte
En 1893, Ernest Delune entreprend une promotion immobilière en investissant d’abord le côté impair de la rue de la Vallée où se trouve la maison qui nous intéresse. Puis quelques années plus tard, en 1903, il investit le côté pair.
La maison sise au numéro 11 de cette rue a été construire en 1893 dès le début de la promotion immobilière. Depuis sa construction, quelques modifications ont été apportées comme la pose de nouveaux châssis, les modifications de la porte d’entrée et de la fenêtre juste au-dessus ou encore le remplacement de la logette par une fenêtre ouvrante.

## Description de la façade
Cette maison unifamiliale mesure 7 mètres de large avec une hauteur de +/- 16 mètres. Elle est composée de 4 niveaux dont 3 registres.
Le revêtement de la façade est un mélange de pierre bleue et de briques rouges (appareillage flamand), La façade est répartie en trois travées.
Devant le front bâti, se trouve un jardinet d’une profondeur de 6 mètres. Le front de rue est composé sur le côté gauche d’une allée en pavé menant jusqu’à la porte d’entrée.  Le côté droit est lui agrémenté de plantations telles que des arbustes et des fleurs. Le tout est délimité par un portail et une haie taillée.
Le premier niveau ainsi que le reste de la façade est composé de trois travées. Les deux travées de droite disposent chacune d’une fenêtre rectangulaire en châssis noir, bordée d’une grille en fer. Au-dessus de ces fenêtres se trouve un arc surbaissé en brique rouge avec au centre une clef taillée en diamant en pierre bleue. Des consoles 
La travée de gauche est composée de la porte d’entrée qui est surmontée d’un linteau en pierre bleue sur lequel repose une imposte . La porte d’entrée est bordée d’un cadre constitué de pierre bleue.
Un bandeau de pierre bleue traverse toute la largeur de la façade au niveau du haut des deux fenêtres. Le dessous de ce bandeau est également recouvert de pierre bleue.
Le deuxième niveau qui est aussi le bel étage, suit la logique des travées inférieures. À gauche, au-dessus de la porte d’entrée se trouve une imposte verticale de forme rectangulaire en châssis noir également.
Les deux autres travées sont encore une fois composées de fenêtres rectangulaires en châssis noir mais cette fois-ci sur plus de hauteur. Leurs appuis de fenêtre sont continus et traversent toute la largeur de la façade. 
Les trois fenêtres se rejoignent à même hauteur et sont liées par un bandeau en pierre bleue. Chacune des fenêtres est bordée d’un cadre de pierre bleue et est surmontée d’un arc en anse de panier alternant des pierres bleues et rouges. 
À partir du troisième niveau jusqu’au quatrième, se dessine sur la façade une symétrie centrale.
La travée centrale du troisième niveau se compose d’une double porte-fenêtre donnant sur un balcon en pierre bleue orné de dés sur lesquels repose une balustrade en fer forgé noir. En dessous de ce balcon se trouvent des consoles en pierre bleue. Un bandeau en pierre bleue est posé sur toute la largeur de la façade dans la continuité du balcon.
Les deux autres travées qui se situent de part et d’autre de la travée centrale se composent d’une fenêtre bordée de pierre bleue. Les trois fenêtres se rejoignent à même hauteur et sont liées par un bandeau en pierre bleue. Chacune de ces fenêtres est surmontée d’un arc surbaissé alternant des pierres bleues et rouges.
Le quatrième et dernier niveau se situe sous toiture et suit les travées des niveaux inférieurs. 
La travée centrale est composée d’une lucarne de toit en briques rouges surmonté d’un petit fronton triangulaire en pierre bleue. Les deux extrémités ainsi que le haut du fronton sont ornés à chaque fois d’un gland. Sur cette lucarne centrale se place une double fenêtre en châssis noir donnant sur un balcon en pierre bleue orné de dés sur lesquels repose une balustrade en fer forgé noir. En dessous de ce balcon se trouvent des consoles en pierre bleue.
Sur les deux autres travées qui sont entièrement en ardoise, se trouvent deux plus petites lucarnes en bois noir. Chacune d’entre elles est également recouverte d’ardoises.
L’entièreté du niveau repose sur une corniche en bois peint en blanc qui elle-même repose sur les consoles en bois blanc également. Ces consoles s’appuient sur une frise en pierre bleue à haut du balcon.

## Galerie

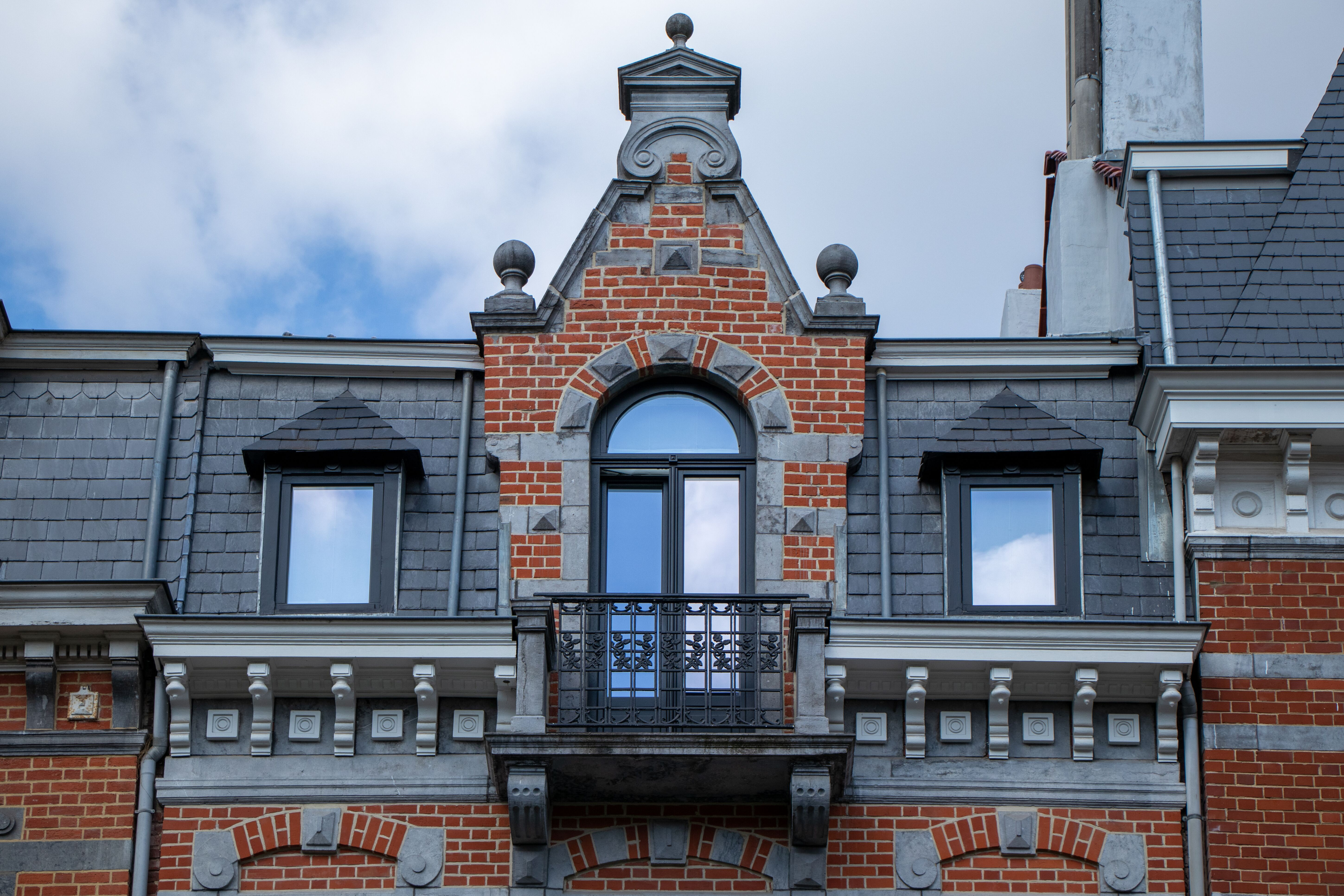
Lucarne
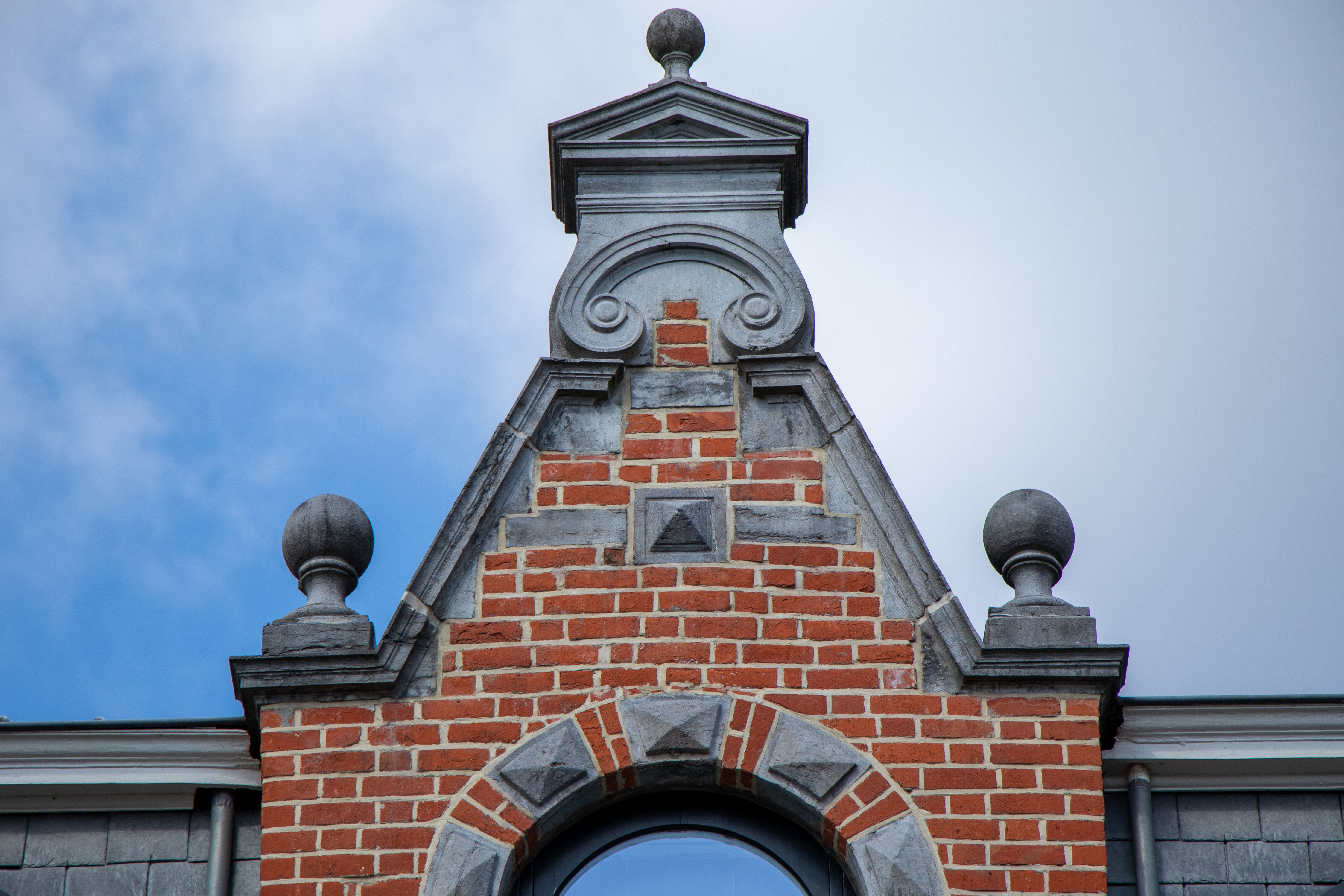
Fronton
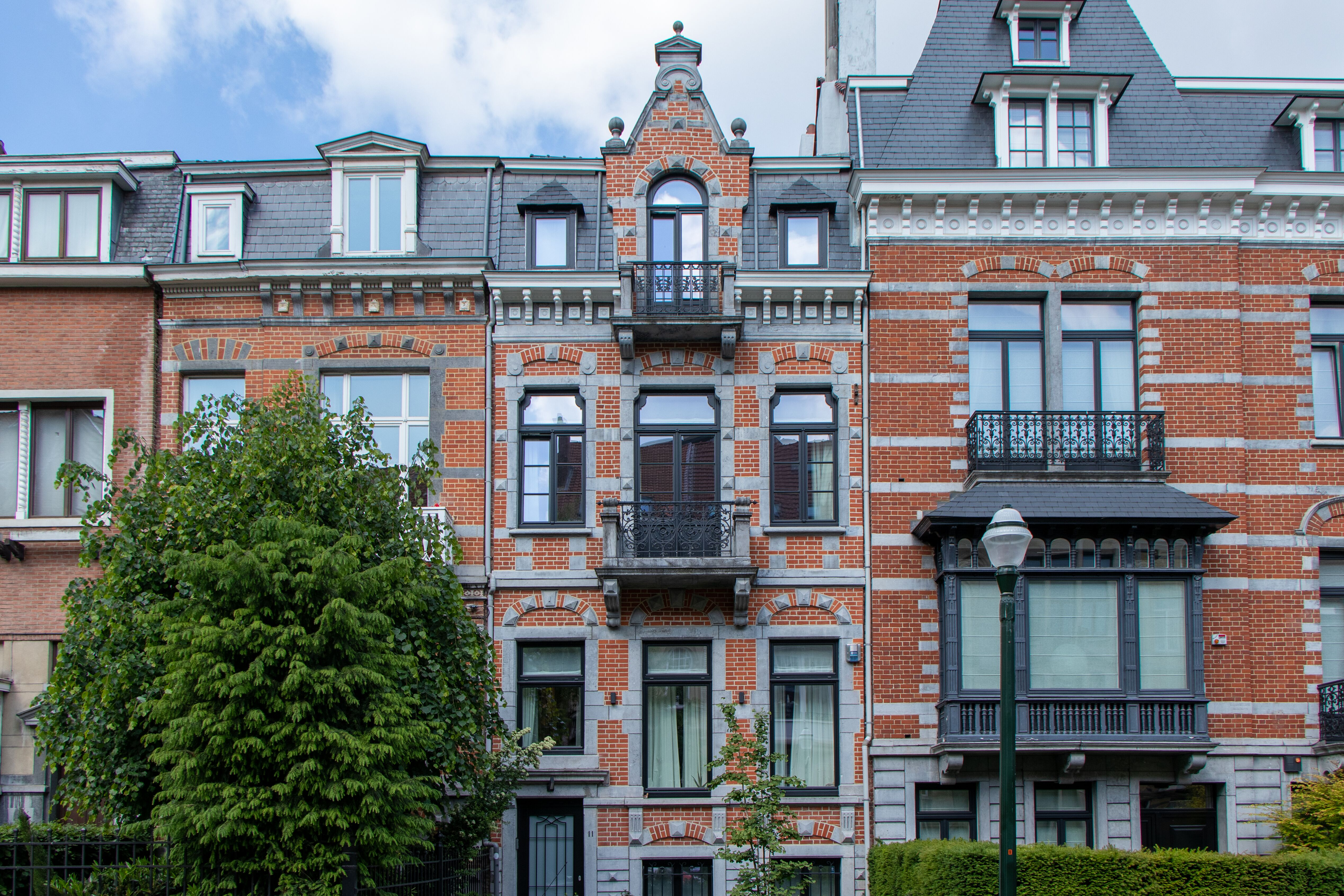
Vue d'ensemble